# Erik Turesson den yngre (Bielke)
Erik Turesson Bielke, riddare, hövitsman, riksråd, död 1511, son till Ture Turesson Bielke och Ingegärd Kyrning.
I motsats till sin far var Erik Turesson antidansk och sympatiserade med sturepartiet. Erik var ganska ung när han 1487 utnämndes till fogde på slottet Tre Kronor i Stockholm. Därigenom lärde han känna till Sten Sture den äldre. Det ämbetet höll han till 1490.
I början av 1495 tillträdde han ämbetet som slottsfogde på Stegeborgs slott. I ett bevarat brev från 1496 skriver Erik om den pest som härjar i Östergötland och många på slottet har dött. På sommaren 1499 förflyttades han till Viborgs slott och innehade Viborgs län och Olofsborgs slottslän, som han med framgång försvarade mot ryska anfall. Längre fram försökte han upprätthålla fredliga förbindelser med ryssarna trots de tvister om gränsen, som här uppstått. Från 1504 var han slottshövitsman över hela Finland.
Som hans främsta politiska insatser har angetts, att han lyckades hindra kung Hans att försöka dra in ryssarna i den pågående svensk-norska konflikten samt att han skickligt stödde Viborgs strävan att öka sin handel på Ryssland i konkurrens med Hansan. Vid sidan av detta var han en av Sturarnas, särskilt Svante Nilsson (Sture)s säkraste stöd fram till 1510, då en brytning skedde mellan honom och riksföreståndaren.
Han var med Gunilla Johansdotter Bese, dotter till riksrådet Johan Stensson Bese och Katarina Jonsdotter (Gädda).
Barn
1. Axel Eriksson (Bielke)
2. Ture Eriksson (Bielke)
3. Anna Eriksdotter (Bielke) gift med Måns Johansson (Natt och Dag)
4. Karin Eriksdotter (Bielke) levde ännu 1558. Gift 1:o 1512 med riksrådet och hövitsmannen på Viborg Tönne Eriksson (Tott) Gift 2:o med fältöversten Arvid Gustafsson Västgöte.
5. Nils Eriksson. Hövitsman i Kalmar län. Död efter 1536.
6. Brita Eriksdotter, död ung.
7. Johan Eriksson, nämnes 1528.
8. Bengt Eriksson, död ung.
9. Erik Eriksson, till Benhamra. Var gift och efterlämnade endast en dotter Karin Eriksdotter.
10. Barbro Eriksdotter, gift 1524-06-26 Bergshammar med sin systers styvson, riddaren och riksrådet Måns Johansson (Natt och Dag).